# أنتوني والترز
أنتوني والترز (بالإنجليزية: Anthony Walters)‏ هو لاعب كرة قدم أمريكية أمريكي، ولد في 19 سبتمبر 1988 في فيلادلفيا في الولايات المتحدة.

## وصلات خارجية
- أنتوني والترز على موقع مرجع كرة القدم المحترفة.كوم (الإنجليزية)